# Суляндзига, Павел Васильевич
Па́вел Васи́льевич Суляндзига́ (род. 20 февраля 1962 года, село Олон Пожарского района Приморского края) — российский общественный активист. В 2006—2014 годах — член Общественной палаты Российской Федерации. Кандидат экономических наук. Почётный профессор кафедры ЮНЕСКО Новосибирского государственного университета.

## Биография
Родился в семье удэгейцев. Обучался в Хабаровском государственном педагогическом институте. С 1984 по 1987 год занимался преподавательской деятельностью, работая учителем математики, а также заместителем директора школы.
В 1985 году был признан лучшим молодым учителем Приморского края и принял участие в I Съезде молодых учителей Советского Союза.
В 1987 году был избран председателем исполнительного комитета Совета народных депутатов, на этой должности пробыл до 1991 года. С этого года занимал должности президента Ассоциации коренных малочисленных народов Приморского края и председателя Национального совета народных депутатов села Красный Яр. С 1993 по 1994 год занимал пост руководителя проектного комитета по сохранению биоразнообразия в бассейне реки Бикин, после чего, до 1995 года, занимался руководством проекта «Традиционные ремёсла коренных малочисленных народов и развитие этнологического туризма».
В 1995 году покинул пост председателя Национального совета народных депутатов и был назначен советником губернатора Приморского края по вопросам коренных малочисленных народов Севера, на должности которого проработал до 1997 года. В 1997 году занимался проектом «Региональное законодательство по коренным малочисленным народам на Дальнем Востоке», занимая пост директора проекта. В том же году стал вице-президентом, а через несколько лет (в 2001 году) — первым вице-президентом Ассоциации коренных малочисленных народов Севера, Сибири и Дальнего Востока Российской Федерации, покинув этот пост в 2010 году. Одновременно с 2000 по 2002 годы занимал пост председателя правления Секретариата коренных народов Арктического совета; с 2003 по 2006 — заместителя председателя Рабочей группы Арктического Совета по устойчивому развитию. В 2004 году стал президентом Международного фонда «Батани». С 1999 года был соредактором журнала «Мир коренных народов — Живая Арктика».
С момента создания Общественной палаты в 2006 году был её членом, занимал пост сопредседателя рабочей группы ОПРФ по развитию отдалённых территорий Сибири и Дальнего Востока Общественной палаты Российской Федерации.
Два срока избирался членом Постоянного Форума ООН по вопросам коренных народов (с 2005 по 2011 годы). Был заместителем председателя Постоянного форума ООН по вопросам коренных народов, Специальным докладчиком Постоянного Форума по вопросам взаимоотношений коренных народов и промышленных компаний.
С 2011 по 2018 годы избирался членом рабочей группы ООН по правам человека, транснациональным корпорациям и иным видам бизнеса от региона Восточной Европы.
В августе 2012 года при участии Суляндзиги и при содействии российских инстанций была спланирована и осуществлена эвакуация тяжелобольного и изолированного от общественности чемпиона мира по шахматам Бориса Спасского из Парижа в Москву.
В 2014 году не был выпущен из России на конференцию ООН в США по вопросам коренных народов (по словам Суляндзиги, пограничник вырвал страницу из его паспорта и затем заявил, что он недействителен).
В 2016 году выдвинут партией «Яблоко» кандидатом в депутаты Государственной Думы по региональному списку от Приморского края, а также по одномандатному округу.
В 2017 году попросил политическое убежище в США. Живёт в штате Мэн, продолжая возглавлять Международный фонд развития и солидарности коренных народов «Батани». В 2022 году принял участие в прошедшем в Варшаве Форуме свободных народов России, выступив с предложением о создании Конгресса коренных народов России зарубежом.
В последние годы Суляндзига много сотрудничает с разными университетами. В 2017—2018 годах был приглашённым учёным в Дартмутском колледже (Нью-Гэмпшир), в 2019—2021 был назначен научным исследователем в Боудин-колледже (Мэн).
С 2019 года является членом правления организации Indigenous Peoples Rights International.
В 2022 году выбран членом совета директоров организации IRMA (Initiative for Responsible Mining Assurance), которая объединяет представителей бизнеса, правозащитников, экологов, профсоюзов и коренных народов, работающих над стандартами, защищающих права человека со стороны горнодобывающего бизнеса.
С 2022 года является председателем SIRGE Coalition, которая управляется коренными народами и занимается защитой прав коренных народов от бизнеса, имеющего отношение к «зелёной экономике».
В 2022 году был одним из инициаторов создания Международного комитета коренных народов России, чтобы от имени коренных народов выступить против войны, которую развязала Россия против Украины.
21 июля 2023 года Министерством юстиции России внесён в список физических лиц «иностранных агентов».

## Награды
Грамоты Министерства образования РСФСР, ЦК ВЛКСМ, Правительства Российской Федерации, Совета Федерации Федерального Собрания Российской Федерации.